# 주간고속도로 제49호선
주간고속도로 제49호선(영어: Interstate 49, I-49)은 미국 남부 루이지애나주 라파이엣(Lafayette)과 루이지애나주 슈리브포트(Shreveport)를 연결하는 총 연장 335.15km의 고속도로이다. 번호가 홀수인 것처럼 대체적으로 남북노선이지만 동서노선의 역할도 겸하고 있다.